# Aeroportul Regional La Crosse
Aeroportul Regional La Crosse (IATA: LSE, ICAO: KLSE, FAA LID: LSE) este un aeroport din La Crosse, Comitatul La Crosse, Wisconsin, Wisconsin, Statele Unite ale Americii ce deservește zona La Crosse. Aeroportul a fost tranzitat în 2021 de 165.366 de pasageri. A fost deschis în 1935 și numit după zona deservită.
Situat la o altitudine de 200 m, aeroportul dispune de 3 piste.

## Infrastructură

### Piste
Aeroportul dispune de 3 piste: 
- pista 04/22 din asfalt, cu dimensiunile 5.199 picioare × 150 picioare
- pista 13/31 din asfalt, cu dimensiunile 6.050 picioare × 150 picioare
- pista 18/36 din beton, cu dimensiunile 8.742 picioare × 150 picioare